# Franz Zinkernagel
Franz Anton August Zinkernagel (* 10. März 1878 in Hanau; † 3. November 1935 in Basel) war ein deutscher Literaturwissenschaftler und Hochschullehrer.

## Leben
Sein Vater, Karl Ferdinand Zinkernagel, war Eisenbahningenieur, seine Mutter war Auguste Zinkernagel, geborene Dietz. Die Mutter starb bei seiner Geburt, und der Vater sah sich nicht in der Lage das Kind aufzuziehen. Er wuchs bei einer Schwester seiner Mutter in Frankfurt am Main auf. Er besuchte die Souchan-Schule in Sachsenhausen und legte die Abiturprüfung 1898 am Königlichen Kaiser-Friedrichs-Gymnasium in Frankfurt am Main ab. Danach studierte er Philologie, später besonders Deutsche Philologie, Philosophie und Geschichte in Marburg und Berlin. Seine akademischen Lehrer in Berlin waren Adolf Lasson, Richard Moritz Meyer, Max Roediger, Erich Schmidt und Karl Weinhold. Er promovierte 1904 bei Ernst Elster in Marburg. In seiner Dissertation befasste er sich mit Friedrich Hebbel.
Nach Studienaufenthalten in Paris und Florenz habilitierte er sich 1907 in Tübingen und arbeitete als Privatdozent, seit 1914 als außerordentlicher Professor für Neuere deutsche Literaturgeschichte in Tübingen und unterrichtete gleichzeitig als Oberlehrer an der Tübinger Mädchenschule, die er zeitweise auch leitete. Von 1917 bis 1935 war er ordentlicher Professor für deutsche Sprache und Literatur an der Universität Basel. Seine Arbeitsschwerpunkte waren die deutsche Literatur des 18. und 19. Jahrhunderts, besonders Johann Wolfgang von Goethe, Friedrich Hölderlin und Friedrich Hebbel.
Seine bedeutendste Leistung ist die Herausgabe der Sämtlichen Werke und Briefe Friedrich Hölderlins in fünf Bänden. Der Insel Verlag Anton Kippenbergs veröffentlichte allerdings nur die Textbände. Die gesamte herausgeberische Arbeit, die im textkritischen Apparat und in den Anmerkungen steckte, blieb ungedruckt. So konnte die Zinkernagelsche Ausgabe neben konkurrierenden Editionen von Norbert von Hellingrath und Wilhelm Böhm und der späteren Ausgabe von Friedrich Beißner sich nicht durchsetzen. Erst 2019 wurde mit der Veröffentlichung der bisher ungedruckten Teile der Hölderlin-Ausgabe im Göttinger Wallstein Verlag begonnen. Seine Kritik an der Hellingrathschen Hölderlin-Ausgabe hat Zinkernagel in zwei Rezensionen geäußert, die in der Zeitschrift Euphorion erschienen sind.
In der Zeit des Nationalsozialismus hat er sich für viele in die Schweiz emigrierte deutsche und jüdische Wissenschaftler eingesetzt.
Wichtige Teile des Nachlasses von Franz Zinkernagel befinden sich in der Universitätsbibliothek Basel (Vorlesungsmanuskripte, Briefwechsel) und in der Württembergischen Landesbibliothek Stuttgart (Wissenschaftlicher Apparat zur Hölderlin-Ausgabe, Aufsätze, Vorträge).
Ein Enkel Franz Zinkernagels ist der schweizerische Mediziner und Nobelpreisträger Rolf Zinkernagel.

## Werke
- Die Grundlagen der Hebbelschen Tragödie. Reimer, Berlin 1904. (Digitalisat)
- Die Entwicklungsgeschichte von Hölderlins Hyperion. Trübner, Straßburg 1907. (Digitalisat)
- Goethe und Hebbel. Eine Antithese. Mohr, Tübingen 1911. (Digitalisat)
- Goethes Ur-Meister und der Typusgedanke. Eine akademische Rede. Verlag Seldwyla (K. Hönn), Zürich 1922.
- Ein dramaturgischer Aufsatz Hölderlins. In: Dichtung und Forschung. Festschrift für Emil Ermatinger. Zum 21. Mai 1933, hg. von Walter Muschg und Rudolf Hunziker, Huber, Frauenfeld und Leipzig 1933, S. 88–103.

## Herausgeberschaft
- Hebbels Werke. Band 1–6. Kritisch durchgesehene und erläuterte Ausgabe. (Meyers Klassiker-Ausgaben) Bibliographisches Institut, Leipzig 1899–1913.
- Herders Shakespeare-Aufsatz in dreifacher Gestalt. Marcus und Weber, Bonn 1912.
- Friedrich Hölderlins sämtliche Werke und Briefe. Kritisch-historische Ausgabe in fünf Bänden. Insel, Leipzig 1914–1926.